# Postau
Postau település Németországban, azon belül Bajorországban. Lakosainak száma 1701 fő (2023. december 31.). Postau Niederviehbach, Weng (Isar), Bayerbach bei Ergoldsbach, Ergoldsbach, Essenbach és Niederaichbach községekkel határos.

## Népesség
A település népessége az elmúlt években az alábbi módon változott:
| Lakosok száma | 1424 | 733  | 1612 | 1592 | 1645 | 1620 | 1660 | 1654 | 1739 | 1701 |
|               | 1970 | 1975 | 2011 | 2012 | 2014 | 2015 | 2017 | 2019 | 2022 | 2023 |